# Miha Zarabec
Miha Zarabec (* 12. Oktober 1991 in Novo mesto) ist ein slowenischer Handballspieler, der beim polnischen Verein Wisła Płock spielt.

## Karriere

### Verein
Der 1,78 m große Rückraumspieler spielte ab 2008 beim RK Trimo Trebnje, mit dem er in der Saison 2008/09 am Europapokal der Pokalsieger und  2011/2012 am EHF-Pokal teilnahm. Ab 2012 stand er beim RK Maribor Branik unter Vertrag, für den er in den Spielzeiten 2012/13 und 2013/14 im EHF-Pokal auflief. 2014 wechselte Zarabec zum RK Celje, mit dem er 2015 und 2016 die Meisterschaft und den slowenischen Pokal gewann, und mit dem er 2014/15, 2015/16 und 2016/17 an der EHF Champions League teilnahm.
Im April 2017 unterschrieb er einen ab der Saison 2017/18 laufenden Einjahresvertrag beim deutschen Rekordmeister THW Kiel, der im Januar 2018 um ein Jahr verlängert wurde. Mit dem THW Kiel gewann er 2019 und 2022 den DHB-Pokal, 2019 den EHF-Pokal, 2020, 2021 und 2022 den DHB-Supercup und die EHF Champions League sowie 2020, 2021 und 2023 die deutsche Meisterschaft. Im März 2021 gab der THW die Verlängerung des auslaufenden Vertrages bis 2023 bekannt.
Zur Saison 2023/24 wechselte er zum polnischen Erstligisten Wisła Płock. Mit Płock gewann er 2024 den polnischen Pokal sowie 2024 und 2025 die Meisterschaft.

### Nationalmannschaft
Miha Zarabec gehört zum Kader der slowenischen Nationalmannschaft, für die er in bisher 119 Länderspielen 239 Tore erzielte. Mit Slowenien nahm er an den Olympischen Spielen 2016 in Rio de Janeiro, an der Weltmeisterschaft 2017 in Frankreich, wo er mit dem Team die Bronzemedaille gewann, sowie an der Europameisterschaft 2018 in Kroatien teil. Auch bei der Europameisterschaft 2020 in Spanien und der Weltmeisterschaft 2021 in Ägypten stand der Spielmacher im Aufgebot. Bei der Weltmeisterschaft 2025 warf er sechs Tore in sechs Spielen und belegte mit dem Team den 13. Platz.